# Albidopsis
Albidopsis é um gênero de mariposa pertencente à família Acrolophidae.